# Homaluroides rufipectus
Homaluroides rufipectus är en tvåvingeart som först beskrevs av Becker 1912.  Homaluroides rufipectus ingår i släktet Homaluroides och familjen fritflugor. Inga underarter finns listade i Catalogue of Life.